# 佯动
在军事术语中，佯动是指为隐蔽企图和迷惑敌人而以一定兵力、火力、信息等的机动制造假象的作战行动。目的是造成敌人错觉和不意，以争取自己的优势和主动。
佯动的一个著名战例是中国战国时期的马陵之战，孙膑减灶退兵示弱，制造假象，诱庞涓就范，突然攻击获胜。在美国内战中的，罗伯特·E·李将军命令理查·尤尔中将在联邦军右翼的卡尔普斯山实施佯动，而詹姆斯·隆史崔特中将则对联邦军左翼发动主攻，也是佯动的另一个典型例子。
不同于佯动，佯攻则是另一种相关的迷惑战术，涉及与敌人的实际接触。